# Mike Francis in italiano
Mike Francis in Italiano è un album dell'omonimo cantautore italiano, pubblicato dall'etichetta discografica RCA con distribuzione BMG nel 1991.
Come si intuisce dal titolo, si tratta del primo lavoro di Mike Francis i cui testi sono interamente in lingua italiana dopo diversi album in inglese.
L'album, disponibile su long playing, musicassetta e compact disc, è prodotto da Mogol, che partecipa alla composizione dei brani insieme all'interprete, il quale cura anche gli arrangiamenti. Mario Puccioni, fratello dell'artista, firma Per un momento.
Alcuni brani sono stati eseguiti nelle tappe del Cantagiro 1991, al quale Francis partecipa in coppia con Mariella Nava.
Dal disco viene tratto il video del brano Almeno con te e il singolo Se tu provi.

## Tracce

### Lato A
1. Almeno con te
2. Come si spiega
3. La piccola canzone
4. Se tu provi

### Lato B
1. Complici
2. Sigarette
3. Ciao, senza rimorsi
4. Per un momento